# Viesjögölen
Viesjögölen är en sjö i Ronneby kommun i Blekinge och ingår i Vierydsåns huvudavrinningsområde. Sjön är 4,5 meter djup, har en yta på 0,02 kvadratkilometer och befinner sig 53 meter över havet.